# 코트다르모르주의 캉통
프랑스 코트다르모르주에는 총 27개의 캉통이 속해 있다. 2015년 3월 행정구역 총개편으로 인해 현재는 다음과 같이 설치되어 있다.
- 베가르
- 브롱
- 칼라크
- 디낭
- 갱강
- 랑발
- 라니옹
- 랑발레
- 루데아크
- 뮈르드브르타뉴
- 펭폴
- 페로스기레크
- 플랭텔
- 플랑코에
- 플렐로
- 플레네쥐공
- 플레뇌프발랑드레
- 플레랭
- 플레랭트리가부
- 플레탱레그레브
- 플루프라강
- 플루아
- 로스트르낭
- 생브리외크 1
- 생브리외크 2
- 트레귀외
- 트레기에